# Acroricnus
Acroricnus es un género de avispas de la familia Ichneumonidae.

## Especies
Dentro de este género se encuentran las siguientes especies:

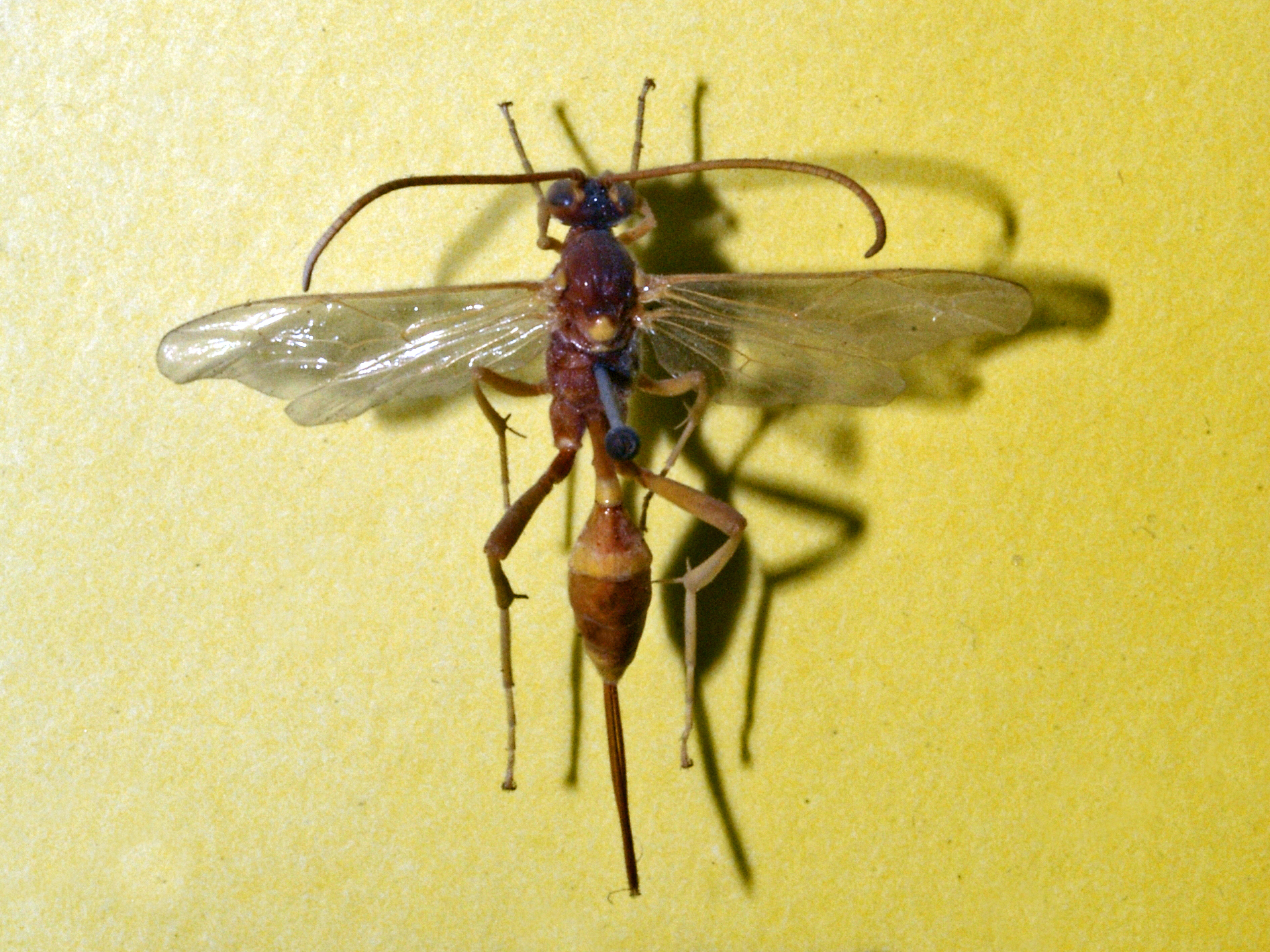
Acroricnus seductor

- Acroricnus ambulator
- Acroricnus cubensis
- Acroricnus japonicus
- Acroricnus nigriscutellatus
- Acroricnus peronatus
- Acroricnus seductor
- Acroricnus stylator
- Acroricnus tricolor[2]